# FC Pakruojis
El Futbolo Klubas Pakruojis, también conocido como Pakruojis, fue un club de fútbol con sede en Pakruojis, Lituania. Provenía del desaparecido FK Kruoja Pakruojis
El equipo disputaba sus partidos como local en el Estadio de ciudad Pakruojis y jugó por última vez en la 1 Lyga, la segunda división del fútbol lituano.

## Estadio
El equipo disputó sus partidos como local en el estadio de ciudad Pakruojis, con capacidad para 2000 espectadores.

## Palmarés
- 2 Lyga (1): 2016